# Henrik Møllgaard
Henrik Møllgaard Jensen (Gredstedbro, Danska, 2. siječnja 1985.) je danski rukometaš i nacionalni reprezentativac. Igra na poziciji lijevog vanjskog te je trenutno član domaćeg Aalborga.
Za dansku reprezentaciju, Møllgaard je debitirao 3. lipnja 2006. u utakmici protiv Nizozemske.
S Danskom je 2013. godine osvojio srebro na svjetskom prvenstvu u Španjolskoj. Španjolska je u finalu doslovno ponizila Dansku pobijedivši s 35:19. Nikada nijedna momčad nije izgubila s toliko razlikom kao Danci čime je stvoren novi rekord u povijesti finala svjetskog rukometnog prvenstva.
Od posljednjih većih reprezentativnih uspjeha izdvajaju se osvajanje olimpijskog zlata u Riju 2016 te svjetskog naslova 2019. gdje je Danska bila jedan od suorganizatora.

## Vanjske poveznice
- Profil rukometaša na Eurohandball.com
- Møllgaardova statistika